# Gilbert Oscar Raasch
Gilbert Oscar Raasch  (* 1903 in Milwaukee; † 1999) war ein US-amerikanischer Geologe und Paläontologe.
Raasch befasste sich schon seit seiner Jugend mit der Geologie von Wisconsin und studierte an der University of Wisconsin in Madison, an der er promoviert wurde. Nebenbei arbeitete er am Milwaukee Public Museum. 
Raasch sammelte unermüdlich Fossilien, die einen wesentlichen Bestandteil des Milwaukee Public Museum ausmachten. Außerdem war er Kurator am Geologischen Museum der University of Wisconsin in Madison. Insbesondere befasste er sich mit Stratigraphie und Fossilien des Paläozoikums in Wisconsin (Kambrium bis Devon)
Er erstbeschrieb 1939 Aglaspis spinifer, Vertreter der Trilobiten-artigen Aglaspididae.